# Uli Hannemann

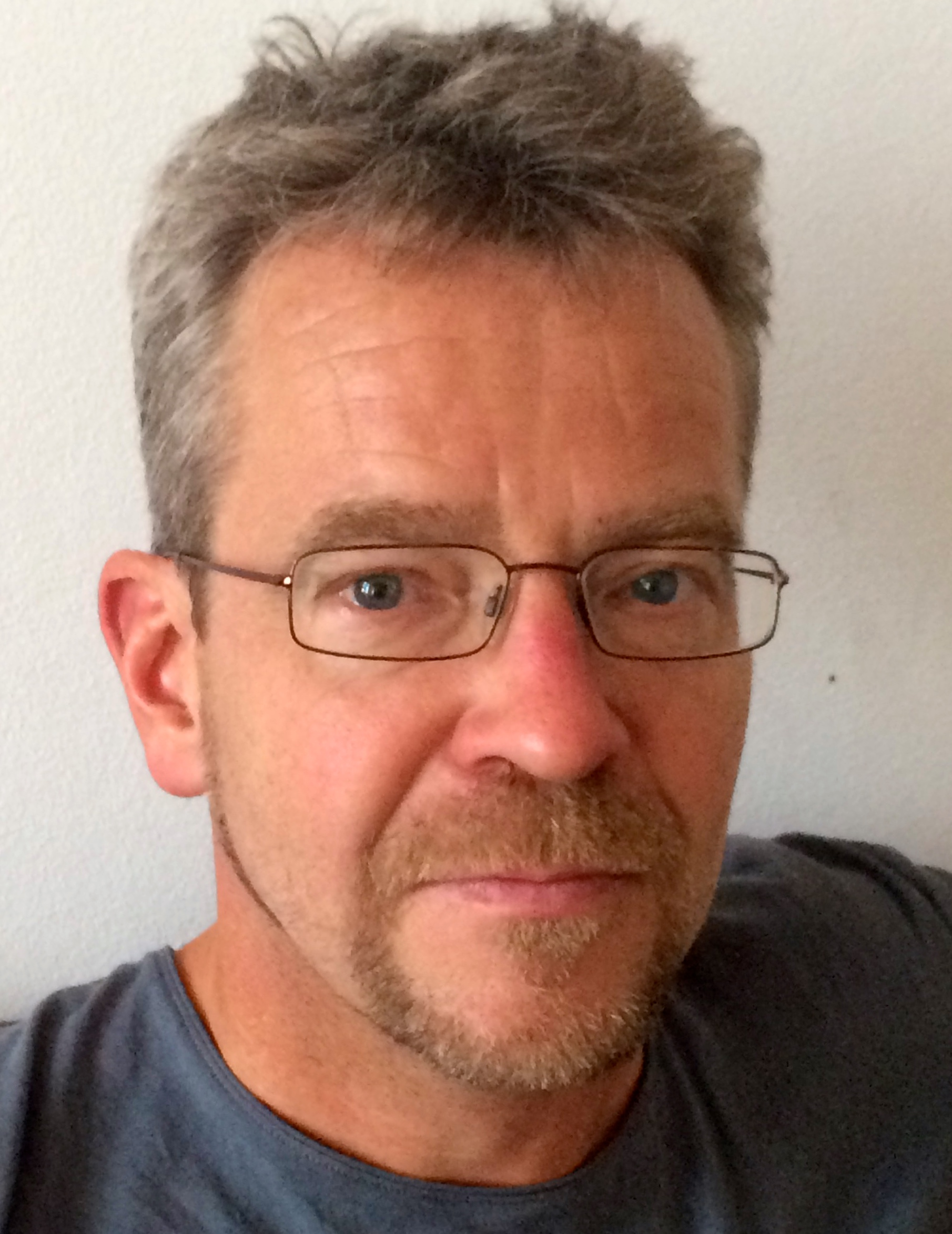
Uli Hannemann, 2016

Ulrich „Uli“ Hannemann (* 26. August 1965 in Braunschweig) ist ein deutscher Schriftsteller.

## Leben
Hannemann wuchs in Prien am Chiemsee auf und machte dort 1984 Abitur. 1985 zog er nach Berlin und brach dort 1989 ein Studium ab. Von 1990 bis 2007 arbeitete er als Taxifahrer und von 1992 bis 1995 im Druckereikollektiv Agit-Druck. Seit 1992 lebt er im Berliner Bezirk Neukölln.
Erste Texte erschienen 1998 in der Berliner Literaturzeitschrift Salbader. Nach Gastauftritten wurde Hannemann im Jahr 2000 Mitglied der Lesebühne LSD – Liebe statt Drogen. Von 2004 bis 2015 gehörte er auch der Reformbühne Heim & Welt an. 2005 erschien sein erster Sammelband Hähnchen leider. Seit 2001 schreibt er für die tageszeitung Glossen und Kolumnen. Er veröffentlicht in zahlreichen Printmedien sowie Anthologien.
Hannemann ist seit ihrer Gründung 2005 Mitglied der deutschen Autorennationalmannschaft und Mitgründer des PEN Berlin.

## Werk
In seinen Kolumnen und Kurzgeschichten bedient sich Hannemann des  schwarzen Humors und der Ironie, besonders wenn er über randständige Milieus wie das Taxigewerbe oder den Berliner Problemstadtteil Neukölln schreibt. Als „Liebhaber des Abseitigen“ und unterhaltsamen „Deuter des Sozialpathologischen“ beschrieb ihn ein Rezensent. Am Roman Hipster wird’s nicht lobte das Satiremagazin Titanic, dass er fast nie zu den nächstliegenden Klischees greife, sondern lieber „den feinen kulturellen und tonalen Unterschieden“ nachgehe, als sie zu karikieren. Hannemann selbst sieht seine Geschichten geprägt von „einem distanzierten Blick von außen, beinahe wie ein Ethnologe. In Verbindung mit mutwilliger Überspitzung ergibt sich die Komik dabei von selbst.“

## Veröffentlichungen (Auswahl)
- Hähnchen leider. Geschichten. Satyr-Verlag, Berlin 2005, ISBN 3-938625-01-5.
- Neulich in Neukölln. Notizen von der Talsohle des Lebens. Ullstein, Berlin 2008, ISBN 978-3-548-26818-7.  Hörbuch 2009, ISBN 978-3-86909-001-6
- Neulich im Taxi. Notizen vom zweitältesten Gewerbe der Welt. Ullstein, Berlin 2009, ISBN 978-3-548-28016-5.
- Neukölln, mon amour. Anekdoten vom Boden der Tatsachen. Ullstein, Berlin 2011, ISBN 3-548-28330-6.
- Wenn der Kuchen schweigt, sprechen die Krümel. Neue Geschichten. Ullstein, Berlin 2012, ISBN 978-3-548-37469-7.
- Hipster wird's nicht. Der Neukölln-Roman. Berlin Verlag, Berlin 2014, ISBN 978-3-8270-7686-1.
- Die megascharfe Maus von Milo. Vierundzwanzig neue Arbeiten des Herakles. Berlin Verlag, Berlin 2016, ISBN 978-3-8270-1285-2.
- Wunschnachbar Traumfrau. Voland & Quist, Dresden u. a. 2017.
- Eintracht Braunschweig. Culturcon medien, Berlin 2018, ISBN 978-3-944068-73-2.
- Oh nee, Boomer! (Geschichten). Satyr, 2020, ISBN 978-3-947106-64-6.

## Rezensionen und Porträts
- Jens Mühling: Ich lieb' dich doch, du blöde Kuh! Neuköllns Neurosen: Uli Hannemann schreibt Geschichten über Berlins liebsten Problembezirk. Ein Kiezspaziergang. In: Der Tagesspiegel, 25. März 2008, online
- Jan Berning: Im Genußreich. Auf der Dachterrasse von Karstadt-Neukölln unterhält Uli Hannemann die Eingeborenen (Rezension von Neulich in Neukölln). In: Frankfurter Allgemeine Sonntagszeitung, 30. März 2008
- Margarete Stokowski: Eine tiefe, metaphysische Liebe. Uli Hannemanns zweites Neuköllnbuch ist witzig, böse und wahr. An Kleinigkeiten erklärt es uns die Welt (Rezension von Neukölln, mon amour). In: die tageszeitung, 24. Dezember 2011, online
- Antonia Eisenköck: 5 Fragen an Uli Hannemann. In: Lettrétage, 25. November 2015, online
- Mirco Drewes: Sagenhafte Satire: Hannemann und Herakles (Rezension von Die megascharfe Maus von Milo.) In: Neues Deutschland, 16. Februar 2016 (Bezahlschranke, Text auf der Autoren-Homepage)